# Felikss Cielēns
Fēlikss Cielēns (ur. 1888, zm. 1964) – łotewski polityk i dyplomata, jeden z twórców Konstytucji Łotwy, minister spraw zagranicznych Łotwy od grudnia 1926 do stycznia 1928. 
Był jednym z liderów łotewskiej socjaldemokracji. Współzałożyciel emigracyjnego Łotewskiego Komitetu Narodowego, powstałego jesienią 1915 w Szwajcarii. Zadaniem organizacji było propagowanie wśród zachodnioeuropejskich działaczy społecznych i kulturalnych idei samookreślenia narodu łotewskiego. Szerokie poparcie w środowiskach ówczesnej łotewskiej emigracji politycznej zdobył przedstawiony przez Cielēnsa w 1915 projekt umiarkowanej autonomii politycznej Łotwy w składzie Rosji.
Jako deputowany pierwszego łotewskiego parlamentu, Zgromadzenia Narodowego (łot. Satversmes sapulce), wniósł znaczny wkład w prace komisji opracowującej tekst Konstytucji Łotwy, przyjętej ostatecznie w 1922.  W komisji konstytucyjnej Felikss Cielēns kierował podkomisją opracowującą podstawy ustroju politycznego Łotwy. 
Sprawował urząd ministra spraw zagranicznych w lewicowym gabinecie Marģersa Skujenieksa. Jako minister przedstawił plan „Bałtyckiego Locarno”, który we wrześniu 1927 szeroko omawiał z ministrami spraw zagranicznych Republiki Weimarskiej, Francji i Wielkiej Brytanii – Gustavem Stresemannem, Aristide Briandem i Austenem Chamberlainem. Cielēns zabiegał o zawarcie porozumienia między Wielką Brytanią, Francją, Niemcami i ZSRR, które gwarantowałoby Litwie, Łotwie i Estonii neutralność i niezależność.
W 1943 zaangażował się w prace podziemnej organizacji Latvijas Centrālā padome (Łotewska Centralna Rada), będącej częścią łotewskiego ruchu oporu przeciw okupacji hitlerowskiej.
W 1944 udał się na emigrację do Szwecji. Zmarł w Sztokholmie w 1964. Za życia wyraził wolę, by jego prochy znalazły się na Łotwie, gdy kraj będzie już wolny. Jego wolę spełniono w 2001. Odtąd jego szczątki spoczywają na Raiņa kapi w Rydze.